# Suarius vanensis
Suarius vanensis är en insektsart som först beskrevs av Hölzel 1967.  Suarius vanensis ingår i släktet Suarius och familjen guldögonsländor. Inga underarter finns listade i Catalogue of Life.